# دومین YTH پروتئین
دومین YTH پروتئین (انگلیسی: YTH protein domain) یک دومین پروتئین است که به‌طور انتخابی، رونویسی ژنتیکی ژن‌های مختص به میوز را که در یاخته‌های میتوزی بیان می‌شوند، حذف می‌کند.
دومین پروتئین در تمامی یوکاریوت‌ها در طول حیات محافظت شده‌است و نشان می‌دهد که توالی‌های محافظت‌شدهٔ انتهای کربوکسیل، نقش حیاتی و مهمی در تقویت سیگنال‌های کلسیمی سیتوزول به هستهٔ یاخته دارند و به این ترتیب، بیان ژن را کنترل می‌کنند.
بنا بر پیش‌بینی دانشمندان، این دومین از ۴ مارپیچ آلفا و ۶ صفحه بتا تشکیل شده‌است.